# Arresa
Arresa es una localidad española del municipio de Fiscal, perteneciente a la provincia de Huesca, en la comunidad autónoma de Aragón.

## Historia
Hacia mediados del siglo XIX, el lugar, por entonces con ayuntamiento propio, tenía contabilizada una población de veinte habitantes. Aparece descrito en el tercer volumen del Diccionario geográfico-estadístico-histórico de España y sus posesiones de Ultramar de Pascual Madoz con las siguientes palabras:

ARRESA: l. con ayunt. de la prov. de Huesca (14 leg.), part. jud. de Boltaña (3), adm. de rent. de Barbastro (13), aud. terr. y c. g. de Zaragoza (26), dióc. de Jaca (10): sit. en un llano á la parte meridional de un montecito de poca elevacion; bátenle principalmente los vientos del N. y S.: su clima es saludable. Tiene 5 casas y 1 igl. aneja de la de Javierre, cuyo párroco pasa en los dias feriados á decir misa y administrar los sacramentos caso de necesidad. Confina el térm. por el N. y E. con el de Fiscal y Sasé, por el S. con el de Borrastre, y por el O. con el de Lardies y otra vez con el de Fiscal, estendiéndose hácia cada una de las espresadas direcciones 1/2 cuarto de hora poco mas ó menos. El terreno es flojo y poco fértil; las avenidas arrastraron su hermosa huerta sit. á las orillas del r. Ara, y en el dia solo se riegan 5 pequeños huertos con las aguas sobrantes de 1 fuente que se halla inmediata al pueblo y que sirve á los vec. para beber y demas usos domésticos: el monte apenas puede mantener 40 cab. de ganado, porque en el año 1843 desde la parte de S. á la de N. señaló en toda su estension una hendidura abriéndose el terreno y desplomándose de trecho en trecho, por manera que bajaban lices de tierra, peñascos y árboles que imposibilitó los caminos y los campos, y que ademas amenazan una próxima destruccion de todo aquel terreno: prod. poco trigo y patatas: pobl. 2 vec. de catastro, 20 alm. contr.: 637 rs. 24 mrs.
(Madoz, 1846, p. 14)

El municipio de Arresa desapareció de cara al censo de 1857 y el término pasó a formar parte del de Fiscal. En 2023, la entidad singular de población tenía empadronados trece habitantes y el núcleo de población, también trece.